# Bugacpusztaháza
Bugacpusztaháza es un pueblo ubicado en el distrito de Kiskunfélegyháza, en el condado de Bács-Kiskun, Hungría.

## Superficie
Posee una superficie de 43,0 kilómetros cuadrados.

## Demografía
Hasta 2019 la población era de 250 habitantes, con una densidad de población de 5,814 habitantes por kilómetro cuadrado.